# Daithí de Róiste

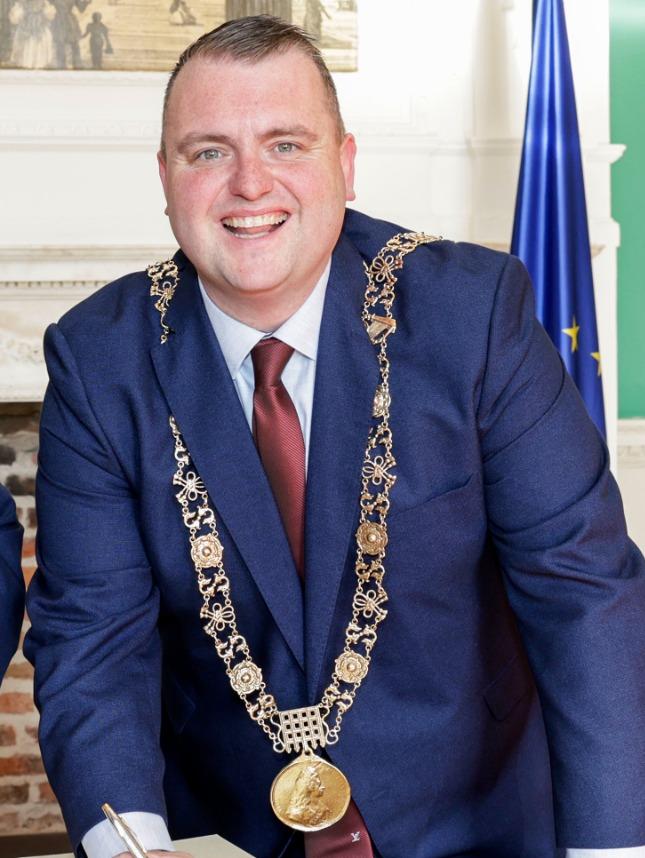
Daithí de Róiste (2024)

Daithí de Róiste (* Juli 1987 in Dublin) ist ein irischer Politiker. Von 2023 bis 2024 war de Róiste Lord Mayor of Dublin. Er gehört der Partei Fianna Fáil an.

## Leben
De Róiste studierte am University College Dublin sowie am Dublin Institute of Technology. Er hat Abschlüsse in Geschichtswissenschaften und Öffentlicher Verwaltung. Er arbeitete bei Bord na Móna, dem halbstaatlichen irischen Torfunternehmen.
Er war 2014 in den Dublin City Council gewählt worden. 2019 erfolgte die Wiederwahl. 2023 wurde er Lord Mayor of Dublin. Bei der Kommunalwahl 2024 erreichte er die notwendige Stimmenzahl nicht mehr und schied aus dem Council aus.
Bereits 2020 war er Leiter der Öffentlichkeitsarbeit des University of Pittsburgh Medical Center mit seinen Standorten in Irland geworden. Dieser Tätigkeit ging er weiter nach. 
De Róiste ist seit 2016 mit Amy de Róiste verheiratet.